# فرانكلين حيرام كينغ
فرانكلين حيرام كينغ (بالإنجليزية: Franklin Hiram King)‏ هو عالم زراعة أمريكي، ولد في 8 يونيو 1848 في وايتووتر في الولايات المتحدة، وتوفي في 4 أغسطس 1911.

## وصلات خارجية
- فرانكلين حيرام كينغ على موقع الموسوعة البريطانية (الإنجليزية)